# مک‌کایلا مارونی

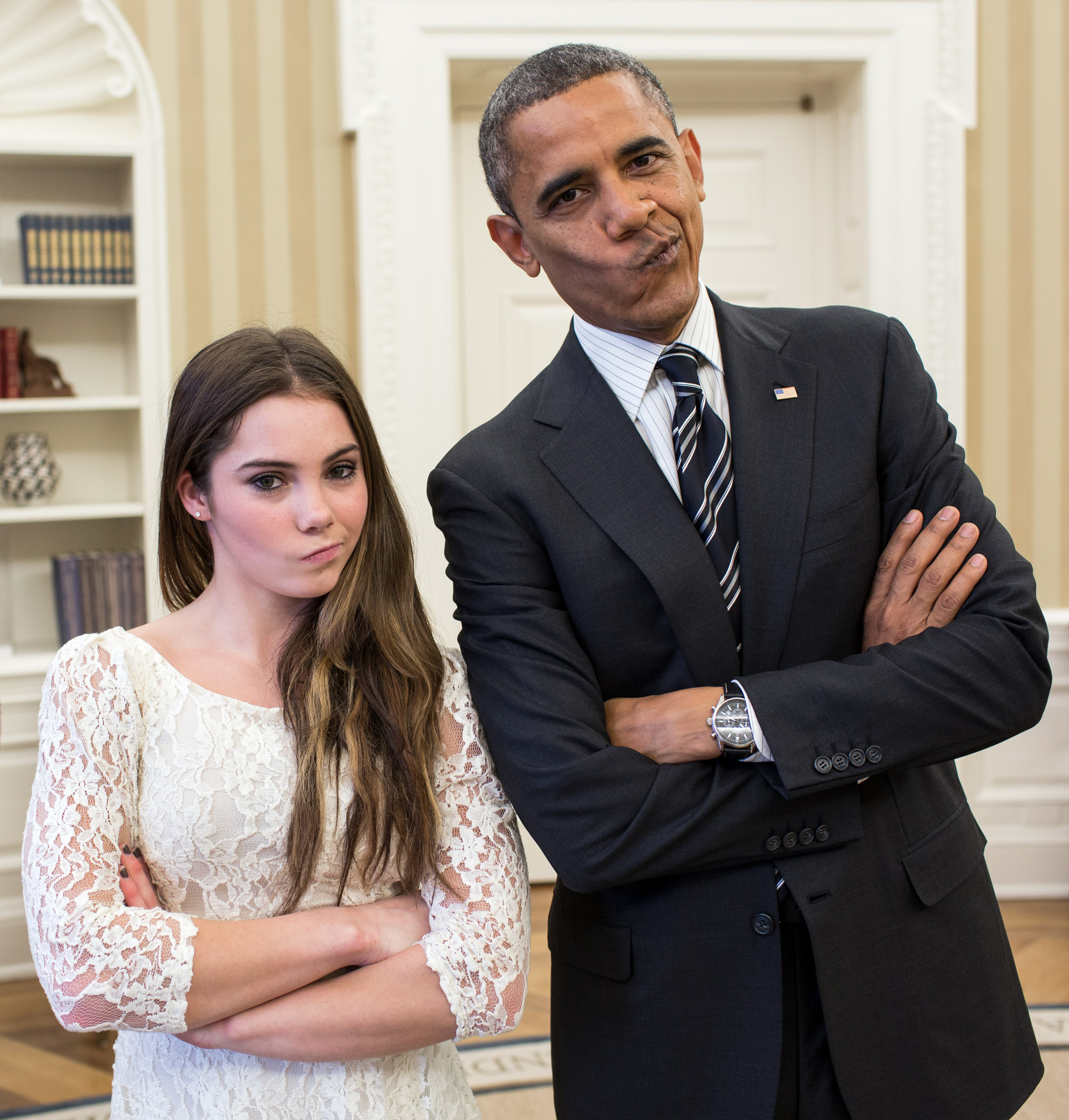
مک‌کایلا مارونی همراه باراک اوباما در کاخ سفید، سال ۲۰۱۲

مک‌کایلا مارونی (به انگلیسی: McKayla Maroney) (زادهٔ ۹ دسامبر ۱۹۹۵) ژیمناست اهل کشور ایالات متحدهٔ آمریکا است.
وی در بازی‌های المپیک تابستانی ۲۰۱۲ در رشتهٔ ژیمناستیک هنریِ تیمیِ زنان مدال طلا و در رشتهٔ پرش خرکِ زنان مدال نقره کسب کرده‌است. مارونی همچنین سه مدال طلا در مسابقات جهانی در کارنامه دارد.